# Rudolf Hess (Mediziner, 1886)
Rudolf Hess (* 22. Februar 1886 in Worms; † 25. August 1962 in Bremen) war ein Bremer Kinderarzt und Klinikdirektor.

## Biografie
Hess  war der Sohn eines Fabrikdirektors. Nach dem Abitur studierte er seit 1904 Medizin an der Universität München, der Universität Kiel und der Universität Heidelberg. Dort wurde er 1909 zum Doktor der Medizin promoviert. Danach absolvierte er seine Weiterbildung bei Paul Morawitz an der Medizinischen Universitäts-Poliklinik in Freiburg (1910–1912), bei Ernst Moro an der Universitäts-Kinderklinik in Heidelberg (1912/13) sowie von 1913 bis 1916 bei Bruno Salge an der Universitäts-Kinderklinik in Straßburg. Seine wissenschaftlichen Schwerpunkte waren die Physiologie der Magenverdauung des Säuglings und die Differentialdiagnose der Leukozytose. 1916 habilitierte er im Fach Kinderheilkunde und wurde Oberarzt bei Bruno Salge in Straßburg, bis 1918. Danach war er in Würzburg, Frankfurt am Main und Essen, sowie von 1922 bis 1928 als Leiter des Städtischen Säuglingskrankenhauses Mannheim beschäftigt.

1928 erhielt er die Position des leitenden Arztes der Kinderabteilung an den Krankenanstalten Bremen (heute Klinikum Bremen-Mitte). Beim Bau einer großen neuen Kinderklinik seit 1929 war er fachlicher Berater. In dieser Zeit gründete er eine Schwesternschaft und eine Pflegeschule. Am 31. Dezember 1933 wurde er vom NSDAP-Senat der Freien Hansestadt Bremen zwangsweise in den Ruhestand versetzt, als „jüdischer Mischling 1. Grades“ gemäß §3 (Arierparagraph) des NS-Gesetzes zur Wiederherstellung des Berufsbeamtentums vom 7. April 1933. (Seine evangelisch getaufte Mutter hatte jüdische Eltern). Daraufhin ließ er sich als Kinderarzt in Bremen nieder und war seit 1939 zur Behandlung von Kassenpatienten zugelassen.
Noch 1934 gehörte er der Deutschen Gesellschaft für Kinderheilkunde (DGfK) an, deren Vorstand unter Leitung von Karl Stolte bei der „Gleichschaltung“ der DGfK die Geltung des Arierparagraphen abgelehnt hatte.
Am 8. Oktober 1944 wurde er im Rahmen der Sonderaktion J als „jüdischer Mischling“ von der Gestapo im Arbeitserziehungslager Farge inhaftiert, zur geplanten weiteren Verschleppung in ein Zwangsarbeitslager in der ferneren Umgebung (wie Wilhelm Nolting-Hauff). Nach 10 Tagen wurde er als nicht geeignet für schwere Arbeit entlassen. Anschließend musste er sich monatlich bei der Bremer Gestapo melden. Am 3. April 1945 wurde er durch einen Vertrauten aus dem Umkreis des Hamburger NSDAP-Gauleiters Kaufmann gewarnt, dass laut einem „Geheimbefehl [...] bei Annäherung des Feindes alle Halbjuden und politisch Unzuverlässige umgebracht werden sollten.“ Daraufhin flüchtete er mit dem Fahrrad zu Bekannten in die Nähe von Hellwege bei Sottrum, die ihn auf einem Bauernhof bis zum Ende des NS-Regimes (britische Truppen eroberten die Stadtmitte von Bremen am 26. April 1945) versteckt hielten.
Am 24. Mai 1945 kehrte er in das Amt des Direktors der Kinderklinik zurück. Er baute die Klinik wieder auf, die nun eine Infektionsabteilung erhielt. Um ein gesundes Aufwachsen von Säuglingen und Kleinkindern in der Nachkriegszeit zu ermöglichen, setzte Hess sich u. a. bei der amerikanischen Besatzungsbehörde für die Förderung der Erziehungskompetenz der Eltern, verbunden mit gesundheitlicher und medizinischer Fürsorge und der Verbesserung der sozialen Lebensbedingungen ein; in der Folge entstanden 1950 die Bremer Mütterschulen, aus denen der Freundeskreis Haus der Familie hervorging.  Im Dezember 1954 trat Hess in den Ruhestand.

## Ehrungen
- 1957: Ehrenmitglied der Deutschen Gesellschaft für Kinder- und Jugendmedizin[6]
- 1966: Die Klinik erhielt auf Vorschlag des Bremer Gesundheitssenators Karl Weßling durch Beschluss des Bremer Senats den Namen Professor-Hess-Kinderklinik. Die Idee zu dieser Namensbezeichnung geht auf den früheren Bremer Finanzsenator Wilhelm Nolting-Hauff zurück, der gemeinsam mit Hess im Oktober 1944 als „jüdischer Mischling ersten Grades“ im Arbeitserziehungslager Bremen-Farge inhaftiert war. Anfang 2021 wurde die Bezeichnung geändert in Eltern-Kind-Zentrum Prof.Hess.
- In der Klinik erinnert ein Wandrelief und seit 2000 eine Gedenktafel an sein Wirken.